# Drosophila simulans
Drosophila simulans is een vliegensoort uit de familie van de fruitvliegen (Drosophilidae). De wetenschappelijke naam van de soort werd voor het eerst geldig gepubliceerd in 1919 door Alfred Sturtevant.